# Cử Quang

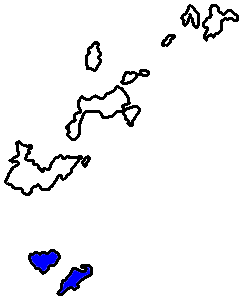
Vị trí tại Mã Tổ

Cử Quan (tiếng Trung: 莒光鄉; bính âm: Jǔguāng; Wade–Giles: Chü³-kuang²) là một hương của huyện đảo Liên Giang (quần đảo Mã Tổ), tỉnh Phúc Kiến, Trung Hoa Dân Quốc (Đài Loan). Hương gồm hai hòn đảo là Đông Cử và Tây Cử cùng một số đảo nhỏ không có người ở khác. Cử Quan có diện tích 4,7 km², dân số vào tháng 8 năm 2011 là 1166 người thuộc 245, mật độ cư trú đạt 248,1 người/km².

## Vận tải
Hương có một cảng biển có thể tiếp cận được ở Tây Cư và hai cảng ở Đông Cư, có thể đến Juguang bằng phà từ Cảng Fuao ở Nam An hoặc bằng trực thăng. Loại trực thăng này chỉ hoạt động vào mùa đông và được ưu tiên cho cư dân địa phương.